# Röhrig
Röhrig là một đô thị thuộc huyện Eichsfeld nước Đức. Đô thị này có diện tích 2,81 km², dân số thời điểm 31 tháng 12 năm 2006 là 262 người.